# ポマレ1世
ポマレ1世（Pomare I、1743年 - 1803年9月3日）は、タヒチ島史上はじめて同島を武力統一したアリイ。ポマレ1世の築いた領土は後にポマレ2世によってポマレ王朝としてタヒチ全土を統治することとなる。婚前はトウ、結婚後はティナと名乗っており、ポマレ1世を自称するようになるのはタヒチを統一した1791年以降のこととなる。

## 概要
タヒチ島北東部のアリイであったポマレ1世はタヒチに来島したヨーロッパ人の協力を得て1791年にタヒチを武力統一する。とくにその根源となったのはバウンティ号の反乱を起こした16名のヨーロッパ人で、マスケット銃を携えた彼らを傭兵として雇用することで首長間戦争を有利に進めることが可能となった。彼の支配地域はタヒチ島に留まらず、モーレア島やファヒネ島にも波及していたと考えられている。
ポマレ1世は1797年3月7日、タヒチにやってきたロンドン伝道協会の宣教師らを「タヒチの王」として迎え入れており、彼らの布教活動を認める見返りとして銃器の提供を求めていたとされている。タヒチにおいて外国人や宣教師に対して理解を示した最初のタヒチ人であったとされている。
キリスト教への理解はあったが、自身は改宗せず、1803年に死去した際にはタヒチの伝統的儀式に則って葬儀が執り行われた。